# 韦达诺奥洛纳
韦达诺奥洛纳（義大利語：Vedano Olona），是意大利瓦雷泽省的一个市镇。总面积7平方公里，人口7373人，人口密度1053.3人/平方公里（2009年）。国家统计（ISTAT）代码为012134。